# Lokale bestuurlijke gebieden van Victoria
De Australische staat Victoria is onderverdeeld in 79 lokale bestuurlijke gebieden, de Local Government Areas.
De laatste herindeling werd in 1994 doorgevoerd. Er werden 210 bestuurlijke gebieden samengevoegd en herverdeeld tot de huidige 79.

## Benaming
De benaming is slechts historisch gegroeid en heeft geen betekenis in de status van het gebied.
- City - voor stedelijk gebied
- Rural City - voor kleine steden in landelijk gebied
- Borough - stadsdeel, binnen een groter geheel
- Shire - landelijk stadsdeel

## Landelijke steden en Shires

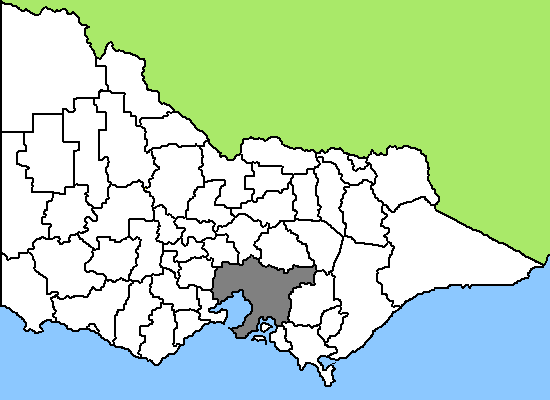
De 48 LGAs van Victoria behalve van Melbourne (grijs)

De deelstaat Victoria zonder de hoofdstad is in 48 LGA's ingedeeld, verdeeld over 13 stedelijke gebieden en 35 Shires
| - Alpine Shire - Ararat Rural City - Ballarat City - Bass Coast Shire - Baw Baw Shire - Benalla Rural City - Buloke Shire - Campaspe Shire - Central Goldfields Shire - Colac Otway Shire - Corangamite Shire - East Gippsland Shire - Gannawarra Shire - Glenelg Shire - Golden Plains Shire - Greater Bendigo City - Greater Geelong City - Greater Shepparton City - Hepburn Shire - Hindmarsh Shire - Horsham Rural City - Indigo Shire - Latrobe City - Loddon Shire | - Macedon Ranges Shire - Mansfield Shire - Mildura Rural City - Mitchell Shire - Moira Shire - Moorabool Shire - Mount Alexander Shire - Moyne Shire - Murrindindi Shire - Northern Grampians Shire - Pyrenees Shire - Queenscliffe Borough - South Gippsland Shire - Southern Grampians Shire - Strathbogie Shire - Surf Coast Shire - Swan Hill Rural City - Towong Shire - Wangaratta Rural City - Warrnambool City - Wellington Shire - West Wimmera Shire - Wodonga City - Yarriambiack Shire |

## Greater Melbourne

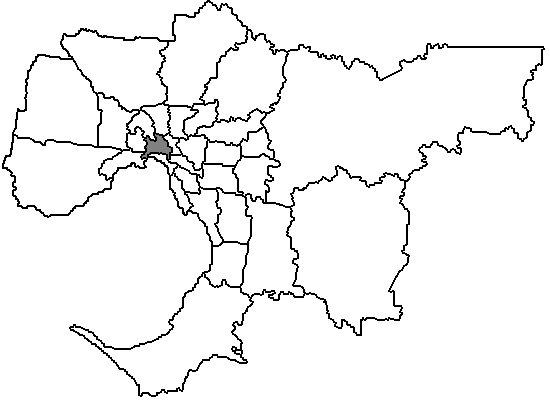
De 31 LGAs van Melbourne rond de City (grijs)

31 LGAs liggen in het stadsgebied van de hoofdstad Melbourne. Deze Metro Councils vormens samen de Region Greater Melbourne, waar 3,4 van de 5 miljoen inwoners van Victoria leven.
Melbourne bestaat verder uit 217 stadsdelen, die ten dele samenvallen met de LGA indeling.
| - Inner City - Melbourne City - Port Phillip City - Yarra City - Northern Suburbs - Banyule City - Darebin City - Hume City - Moonee Valley City - City of Moreland - Nillumbik Shire - Whittlesea City - Eastern Suburbs - Boroondara City - Knox City - Manningham City - Maroondah City - Whitehorse City - Yarra Ranges Shire | - Southeastern Suburbs - Bayside City - Cardinia Shire - Casey City - Greater Dandenong City - Frankston City - Glen Eira City - Kingston City - Monash City - Mornington Peninsula Shire - Stonnington City - Western Suburbs - Brimbank City - Hobsons Bay City - Maribyrnong City - Melton Shire - Wyndham City |